# 瓦勒丽·菲霍夫
瓦勒丽·菲霍夫（德語：Valerie Viehoff，1976年2月16日—），德国女子赛艇运动员。她曾代表德国参加2000年夏季奥林匹克运动会赛艇比赛，获得女子轻量级双人双桨银牌。